# Беатріс Пешар
Беатріс Пешард Міхарес — мексиканська архітекторка. Вона заснувала архітектурну фірму Bernardi Peschard Arquitectura в 2000 році, зосередившись переважно на житлових і корпоративних проектах. У її проєтах, таких як будинок AA315 у Мехіко, використовуються мотиви таких архітекторів, як Міс ван дер Рое . Багато проєктів Peschard, включаючи будинок AA315, поєднують навколишній ландшафт із модерністським архітектурним дизайном. Пешар є членом редакційної колегії Architectural Digest México.

## Молодість і освіта
Пешар народилась в Мехіко, але в дитинстві часто подорожував. Вона сказала, що її шлях до архітектури почався, коли їй було вісім років, коли вона спроектувала басейн, який планується побудувати на порожній ділянці поруч із будинком її родини.
Пешард вивчала архітектуру в Мехіко в університеті Anáhuac México. Їй викладали багато з найважливіших архітекторів Мексики 20-го століття, зокрема Маріо Пані, Хосе Луїс Кальдерон Кабрера, Гектор Брачо та Сара Топельсон .

## Особисте життя
Будучи студенткою Університету Анауак Мексики, Пешар зустріла Алехандро Бернарді, який піхніше став її чоловіком. Бернарді став співзасновником Bernardi + Peschard Arquitectura разом з Peschard у 2000 році.
В інтерв'ю Пешар зазначила, що одруження з її діловим партнером привносить «серце» в її роботу. Вона також заявила, що поєднання її особистого та професійного життя призвело до пошуку балансу між довговічністю, нейтральністю та позачасовістю в її проектах, заснованих на її особистих труднощах, які балансують між «сімейним життям, матір'ю та роботою».

## Кар'єра
Пешард проєктує приватні будинки, житлові проєкти та багатофункціональні корпоративні офіси в Мексиці з 1991 року. В інтерв'ю вона заявляла, що вважає Мехіко унікальним місцем для архітектурних експериментів.
У 2017 році Пешар заявила, що важливо «намагатися винаходити нові речі, не копіювати ні мексиканця, ні іноземця… [але] досліджувати нашу історію та поєднувати те, що ми знаходимо, з технологічними та технічними досягненнями, щоб створити щось особисте та інноваційний».

## Нагороди
- 2005 | AD México, премія Íconos del Diseño (найкраща корпоративна архітектура)[6]
- 2017 | AD México, премія Íconos del Diseño (найкраща житлова архітектура) — будинок AA315[7]
- 2020 | Нагорода Créateurs Design Award (найкращий житловий дизайн) — Заміський будинок Valle de Bravo[8]